# 70億にただ1つの奇跡
「70億にただ1つの奇跡」は、ACE COLLECTIONの楽曲。6作目のデジタル配信限定シングルとしてEMI Recordsより2020年2月26日に各音楽配信サービスにてリリースされた。

## 概要
- 本楽曲はAbemaTVオリジナルドラマ『僕だけが17歳の世界で』主題歌[2][3][4] となっている。
- フジテレビ系『とくダネ!』4月度お天気コーナーMONTHLY SONGにもタイアップされた[5][6][7][8]。

## 収録内容
1. 70億にただ1つの奇跡
作詞作曲:たつや◎
編曲:ACE COLLECTION、河野圭